# Ignacy Gogolewski
Ignacy Gogolewski (17 de junio de 1931-15 de mayo de 2022) fue un actor de cine polaco. Intervino en más de treinta películas.

## Biografía
En 1949 comenzó sus estudios en la facultad de arte dramático en la Academia Estatal de Teatro Aleksander Zelwerowicz de Varsovia, donde en 1953 superó el examen para obtener el diploma.
Debutó como actor en 1953 con la obra teatral titulada El sueño de una noche de verano, dirigida por Jan Kreczmar. Un tiempo después se casó con la actriz polaca Katarzyna Łaniewska, con quien tuvo una hija llamada, Agnieszka.
En 2020, anunció el fin de su carrera como actor tras casi 70 años sobre los escenarios.

## Filmografía seleccionada
- Three Stories (1953)
- Tonight a City Will Die (1961)
- The Codes (1966)
- Stawka większa niż życie (1967)
- Bolesław Śmiały (1972)